# Andrea King
Georgette André Barry (París (França, 1 de febrer de 1919 - Los Angeles — Barri de Woodland Hills (Califòrnia, Estats Units, 22 d'abril de 2003) és una actriu estatunidenco-francesa, acreditada al principi com Georgette McKee, coneguda després sota el pseudònim d'Andrea King.

## Biografia
Nascuda a França, a París, de mare americana (Lovina Belle Hart, conductora voluntària d'ambulàncies cap a la fi de la Primera Guerra Mundial) i de pare francès (Georges André Barry, pilot de l'Escuadrilla La Fayette, mort poc abans l'armistici), Georgette va als Estats Units amb la seva mare, poc després del seu naixement. Debuta al teatre a Broadway (Nova York) l'any 1933, amb 14 anys, com Georgette McKee (nom del seu sogre). La segona — i última — peça que fa a Broadway és Fly Away Home, l'any 1935, posada en escena per Thomas Mitchell, al costat d'aquest i del jove Montgomery Clift (un any més jove).
Després d'altres tres peces fins al 1942, i una primera experiència al cinema (amb el nom de Georgette McKee) en una pel·lícula estrenada l'any 1940, entra a la Warner Bros. L'any 1944 i adopta el pseudònim d'Andrea King. El seu primer film amb la Warner, en un petit paper no acreditat, és Mr. Skeffington de Vincent Sherman (1944, amb Bette Davis i Claude Rains). Un dels seus films notables per a aquest estudi és  The Beast with Five Fingers de Robert Florey (1946, amb Peter Lorre, Robert Alda i Victor Francen).
A partir de 1947, roda igualment per d'altres estudis: citem Buccaneer's Girl de Frederick De Cordova (1950, amb Yvonne De Carlo i Robert Douglas), així com The World in His Arms de Raoul Walsh (1952, amb Gregory Peck i Ann Blyth), totes dues produïdes per Universal Pictures. Retorna a la Warner amb ocasió de dos films, L'Esclau lliure del mateix Raoul Walsh (1957, amb Clark Gable i Yvonne De Carlo), a continuació Darby's Rangers de William A. Wellman (1958, amb James Garner i Etchika Choureau). En total, treballa a només trenta-cinc films americans, els dos últims (on té petits papers) estrenats l'any 1994.
A la televisió, Andrea King col·labora en trenta-tres sèries, entre 1952 i 1990 (amb una ultima actuació en un episodi de S'ha escrit un crim). Mencionem la seva participació a Perry Mason (quatre episodis de la primera sèrie — 1959-1963 — i un episodi de la segona sèrie — 1973 —) i al primer episodi pilot (difós l'any 1968) de Columbo.
Per a la seva contribució a la televisió, se li va dedicar una estrella al Passeig de la Fama de Hollywood de Hollywood Boulevard.

## Teatre
- 1933: Growing Pans de Aurania Rouvenol, produïda i posada en escena per Arthur Lubin, amb Patricia Morison (a Broadway)
- 1935: Fly Away Home de Dorothy Bennett i Irving White, posada en escena per Thomas Mitchell, amb Montgomery Clift, Albert Dekker, Sheldon Leonard, Thomas Mitchell (a Broadway)
- 1936: Boy meets Girl de Bella i Sam Spewack, posada en escena per George Abbott, amb Jerome Cowan, Allyn Joslyn, Garson Kanin, Everett Sloane (a Nova York, fora Broadway)
- 1940: Life with Father de Howard Lindsay i Russel Crouse, posada en escena per Bretaigne Windust, amb Lillian Gish, O. Z. Whitehead (a Chicago ; adaptada al cinema l'any 1947)
- 1942: 5 Chelsea Lane de Patrick Hamilton, amb Ernest Cossart (en gira als Estats Units ; adaptada al cinema l'any 1944)

## Filmografia

### Al cinema
- 1944: Mr. Skeffington de Vincent Sherman
- 1944: The Very Thought of You de Delmer Daves
- 1944: Hollywood Canteen de Delmer Daves: Cameo
- 1945: Hotel Berlín de Peter Godfrey
- 1945: Roughly Speaking de Michael Curtiz
- 1945: God is my Co-Pilot de Robert Florey
- 1946: Shadow of ha Woman de Joseph Santley
- 1946: The Beast with Five Fingers de Robert Florey
- 1947: My Wild Irish Rosa de David Butler
- 1947: The Man I Love de Raoul Walsh
- 1947 :Ride the Pink Horse de Robert Montgomery
- 1948: Mr. Peabody and the Mermaid d' Irving Pichel
- 1949: Song of Surrender de Mitchell Leisen
- 1950: Buccaneer's Girl de Frederick De Cordova
- 1950: I was ha Shoplifter de Charles Lamont
- 1950: Dial 1119 de Gerald Mayer
- 1951: Mark of the Renegade d'Hugo Fregonese
- 1951: The Lemon Drop Kid de Sidney Lanfield i Frank Tashlin
- 1952: The World in His Arms de Raoul Walsh
- 1956: Silent Fear de Edward L. Cahn
- 1957: L'esclava lliure (Band of Angels) de Raoul Walsh
- 1958: Darby's Rangers de William A. Wellman
- 1969: Daddy's Gone A-Hunting) de Mark Robson
- 1973: Blackenstein de William A. Levey
- 1991: Encadenadament teva (The Linguini Incident) de Richard Shepard

### A la televisió (sèries)
- 1956: Cheyenne
  - Temporada 2, episodi 5 The Law Man
- 1959: Maverick
  - Temporada 2, episodi 24 Two Tickets to Ten Strike de Douglas Heyes
- 1958-1959: Mike Hammer, primera sèrie
  - Temporada 1, episodi 35 That Schoolgirl (1958) de Boris Sagal
  - Temporada 2, episodi 16 Swing Low, Sweet Harriet (1959)
- 1959-1963: Perry Mason, primera sèrie
  - Temporada 2, episodi 22 The Case of the Bedeviled Doctor (1959)
  - Temporada 4, episodi 4 The Case of the Singular Duplica (1960)
  - Temporada 5, episodi 3 The Case of the Missing Melody (1961) de Bernard L. Kowalski
  - Temporada 6, episodi 19 The Case of the Excedent Suitor (1963) de Jesse Hibbs
- 1967: Family Affair
  - Temporada 1, episodi 17 All around the Town de William D. Russell
- 1968: Columbo
  - Primer episodi pilot Processat d'homicidi
- 1973: The New Perry Mason
  - Temporada única, episodi 6 The Case of the Deadly Deeds
- 1990: S'ha escrit un crim (Murder, she wrote)
  - Temporada 6, episodi 15 The Fixar-Upper de John Llewellyn Moxey